# Maina I
Maina I (Maina 1, Maina) ist ein osttimoresisches Suco im Verwaltungsamt Lautém (Gemeinde Lautém).
Die ebenfalls zum Verwaltungsamt Lautém gehörenden Ort und Suco Maina II liegen südwestlich von Maina I.

## Geographie
Maina I liegt im Nordosten des Verwaltungsamts Lautém. Wie Maina II hat es im Gegensatz zu den anderen Sucos des Verwaltungsamts Lautém keinen Zugang zum Meer. Im Nordosten liegt der Suco Pairara. Der Fluss Malailada bildet die westliche Grenze zum Suco Baduro hin. Im Süden liegt das Verwaltungsamt Lospalos mit seinem Suco Raça. Durch die Gebietsreform 2015 hat sich die Fläche von Maina I nicht verändert. Sie beträgt 20,62 km². Es gab nur kleinere Veränderungen im Grenzverlauf zu Pairara.
Huruleu (Maina I) liegt auf einer Meereshöhe von 302 m. Er liegt im Zentrum des Sucos. In unmittelbarer Nachbarschaft zum Ort Maina I liegen die Orte Soleresi (Soliresi, Soloresi), Dauluturo (Daulaturo), Paiahara (Paihara) und Narunteino (Narunteno). Sie bilden mit Maina I ein Siedlungszentrum. Hier befinden sich eine Grundschule und ein Notlandeplatz für Helikopter. Eine gut ausgebaute Straße führt vom Ort Lautém im Norden quer durch den Suco zur Gemeindehauptstadt Lospalos im Süden. Nordöstlich vom Siedlungszentrum Huruleu liegt der Ort Kaporo.
In Maina I befinden sich die fünf Aldeias Dauluturo (Maina I), Mauvedara, Narunteino, Paiahara und Soleresi.

## Einwohner
Der Suco Maina I hat 1.459 Einwohner (2022), davon sind 761 Männer und 698 Frauen. Im Suco gibt es 234 Haushalte. Über 97 % der Einwohner geben Fataluku als ihre Muttersprache an. Minderheiten sprechen Makasae oder Tetum Prasa.

## Politik
Bei den Wahlen von 2004/2005 wurde Faustino Fernandes Ribeiro zum Chefe de Suco gewählt. Bei den Wahlen 2009 gewann Americo Fernandes und 2016 Horaçio Quintas.